# Emilio Butragueño
Emilio Butragueño Santos (Madrid, 22 juli 1963) is een Spaans oud-voetballer. Hij is vooral bekend als aanvaller van Real Madrid. De bijnaam van Butragueño was El Buitre (De Gier). Sinds 2005 is hij vicepresident van Real Madrid. Twee maanden na het vertrek van ex-voorzitter Florentino Pérez nam hij ontslag bij de club.

## Clubcarrière
Butragueño kwam bij Real Madrid als jeugdspeler. Na een aantal jaren in de cantera, debuteerde hij in 1984 tegen Cádiz CF in het eerste elftal. Butragueño scoorde direct tweemaal. Met Los Merengues veroverde hij diverse prijzen: zes landstitels (1986, 1987, 1988, 1989, 1990, 1995), twee keer de Copa del Rey (1989, 1993), tweemaal de UEFA Cup (1985, 1986) en drie Supercopas (1988, 1990, 1993).
Bovendien won Butragueño in 1986 en 1987 de Bronzen Bal in de verkiezing voor Europees voetballer van het jaar. Verder was de aanvaller in het seizoen 1990/91 topscorer van de Primera División met negentien goals. Na zijn succesvolle periode bij Real Madrid vertrok Butragueño in 1995 naar het Mexicaanse Club Celaya. In maart 1998 beëindigde hij zijn loopbaan als profvoetballer.

## Interlandcarrière
Butragueño speelde 69 interlands voor Spanje, waarin hij 26 doelpunten maakte. Hij nam deel aan het EK 1984, waar Spanje tweede werd, het EK 1988, het WK 1986 en het WK 1990.
| Interlands van Emilio Butragueño voor Spanje | Interlands van Emilio Butragueño voor Spanje | Interlands van Emilio Butragueño voor Spanje | Interlands van Emilio Butragueño voor Spanje | Interlands van Emilio Butragueño voor Spanje | Interlands van Emilio Butragueño voor Spanje |
| №                                            | Datum                                        | Wedstrijd                                    | Uitslag                                      | Competitie                                   | Goals                                        |
| -------------------------------------------- | -------------------------------------------- | -------------------------------------------- | -------------------------------------------- | -------------------------------------------- | -------------------------------------------- |
| 1                                            | 17.10.1984                                   | Spanje – Wales                               | 3–0                                          | WK-kwalificatie                              | Goal                                         |
| 2                                            | 14.11.1984                                   | Schotland – Spanje                           | 3–1                                          | WK-kwalificatie                              | 0                                            |
| 3                                            | 23.01.1985                                   | Spanje – Finland                             | 3–1                                          | Vriendschappelijk                            | Goal · Goal                                  |
| 4                                            | 27.02.1985                                   | Spanje – Schotland                           | 1–0                                          | WK-kwalificatie                              | 0                                            |
| 5                                            | 27.03.1985                                   | Spanje – Noord-Ierland                       | 0–0                                          | Vriendschappelijk                            | 0                                            |
| 6                                            | 25.09.1985                                   | Spanje – IJsland                             | 2–1                                          | WK-kwalificatie                              | 0                                            |
| 7                                            | 20.11.1985                                   | Spanje – Oostenrijk                          | 0–0                                          | Vriendschappelijk                            | 0                                            |
| 8                                            | 18.12.1985                                   | Spanje – Bulgarije                           | 2–0                                          | Vriendschappelijk                            | 0                                            |
| 9                                            | 22.01.1986                                   | Spanje – Sovjet-Unie                         | 2–0                                          | Vriendschappelijk                            | 0                                            |
| 10                                           | 19.02.1986                                   | Spanje – België                              | 3–0                                          | Vriendschappelijk                            | Goal                                         |
| 11                                           | 26.03.1986                                   | Spanje – Polen                               | 3–0                                          | Vriendschappelijk                            | Goal                                         |
| 12                                           | 01.06.1986                                   | Brazilië – Spanje                            | 1–0                                          | WK-eindronde                                 | 0                                            |
| 13                                           | 07.06.1986                                   | Spanje – Noord-Ierland                       | 2–1                                          | WK-eindronde                                 | Goal                                         |
| 14                                           | 12.06.1986                                   | Spanje – Algerije                            | 3–0                                          | WK-eindronde                                 | 0                                            |
| 15                                           | 18.06.1986                                   | Denemarken – Spanje                          | 1–5                                          | WK-eindronde                                 | Goal · Goal · Goal · Goal                    |
| 16                                           | 22.06.1986                                   | België – Spanje                              | 1–1                                          | WK-eindronde                                 | 0                                            |
| 17                                           | 24.09.1986                                   | Spanje – Griekenland                         | 3–1                                          | Vriendschappelijk                            | 0                                            |
| 18                                           | 15.10.1986                                   | West-Duitsland – Spanje                      | 2–2                                          | Vriendschappelijk                            | Goal                                         |
| 19                                           | 12.11.1986                                   | Spanje – Roemenië                            | 1–0                                          | EK-kwalificatie                              | 0                                            |
| 20                                           | 03.12.1986                                   | Albanië – Spanje                             | 1–2                                          | EK-kwalificatie                              | 0                                            |
| 21                                           | 21.01.1987                                   | Spanje – Nederland                           | 1–1                                          | Vriendschappelijk                            | 0                                            |
| 22                                           | 18.02.1987                                   | Spanje – Engeland                            | 2–4                                          | Vriendschappelijk                            | Goal                                         |
| 23                                           | 01.04.1987                                   | Oostenrijk – Spanje                          | 2–3                                          | EK-kwalificatie                              | 0                                            |
| 24                                           | 29.04.1987                                   | Roemenië – Spanje                            | 3–1                                          | EK-kwalificatie                              | 0                                            |
| 25                                           | 23.09.1987                                   | Spanje – Luxemburg                           | 2–0                                          | Vriendschappelijk                            | Goal                                         |
| 26                                           | 14.10.1987                                   | Spanje – Oostenrijk                          | 2–0                                          | EK-kwalificatie                              | 0                                            |
| 27                                           | 18.11.1987                                   | Spanje – Albanië                             | 5–0                                          | EK-kwalificatie                              | 0                                            |
| 28                                           | 24.02.1988                                   | Spanje – Tsjecho-Slowakije                   | 1–2                                          | Vriendschappelijk                            | 0                                            |
| 29                                           | 23.03.1988                                   | Frankrijk – Spanje                           | 2–1                                          | Vriendschappelijk                            | 0                                            |
| 30                                           | 27.04.1988                                   | Spanje – Schotland                           | 0–0                                          | Vriendschappelijk                            | 0                                            |
| 31                                           | 01.06.1988                                   | Spanje – Zweden                              | 1–3                                          | Vriendschappelijk                            | Goal                                         |
| 32                                           | 05.06.1988                                   | Zwitserland – Spanje                         | 1–1                                          | Vriendschappelijk                            | 0                                            |
| 33                                           | 11.06.1988                                   | Denemarken – Spanje                          | 2–3                                          | EK-eindronde                                 | Goal                                         |
| 34                                           | 14.06.1988                                   | Italië – Spanje                              | 1–0                                          | EK-eindronde                                 | 0                                            |
| 35                                           | 17.06.1988                                   | West-Duitsland – Spanje                      | 2–0                                          | EK-eindronde                                 | 0                                            |
| 36                                           | 14.09.1988                                   | Spanje – Joegoslavië                         | 1–2                                          | Vriendschappelijk                            | 0                                            |
| 37                                           | 12.10.1988                                   | Spanje – Argentinië                          | 1–1                                          | Vriendschappelijk                            | Goal                                         |
| 38                                           | 16.11.1988                                   | Spanje – Ierland                             | 2–0                                          | WK-kwalificatie                              | Goal                                         |
| 39                                           | 21.12.1988                                   | Spanje – Noord-Ierland                       | 4–0                                          | WK-kwalificatie                              | Goal                                         |
| 40                                           | 22.01.1989                                   | Malta – Spanje                               | 0–2                                          | WK-kwalificatie                              | 0                                            |
| 41                                           | 08.02.1989                                   | Noord-Ierland – Spanje                       | 0–2                                          | WK-kwalificatie                              | 0                                            |
| 42                                           | 23.03.1989                                   | Spanje – Malta                               | 4–0                                          | WK-kwalificatie                              | 0                                            |
| 43                                           | 26.04.1989                                   | Ierland – Spanje                             | 1–0                                          | WK-kwalificatie                              | 0                                            |
| 44                                           | 20.09.1989                                   | Spanje – Polen                               | 1–0                                          | Vriendschappelijk                            | 0                                            |
| 45                                           | 15.11.1989                                   | Spanje – Hongarije                           | 4–0                                          | WK-kwalificatie                              | Goal                                         |
| 46                                           | 13.12.1989                                   | Spanje – Zwitserland                         | 2–1                                          | Vriendschappelijk                            | 0                                            |
| 47                                           | 21.02.1990                                   | Spanje – Tsjecho-Slowakije                   | 1–0                                          | Vriendschappelijk                            | 0                                            |
| 48                                           | 28.05.1990                                   | Spanje – Oostenrijk                          | 2–3                                          | Vriendschappelijk                            | Goal                                         |
| 49                                           | 19.05.1990                                   | Joegoslavië – Spanje                         | 0–1                                          | Vriendschappelijk                            | Goal                                         |
| 50                                           | 13.06.1990                                   | Uruguay – Spanje                             | 0–0                                          | WK-eindronde                                 | 0                                            |
| 51                                           | 17.06.1990                                   | Zuid-Korea – Spanje                          | 1–3                                          | WK-eindronde                                 | 0                                            |
| 52                                           | 21.06.1990                                   | België – Spanje                              | 1–2                                          | WK-eindronde                                 | 0                                            |
| 53                                           | 26.06.1990                                   | Spanje – Joegoslavië                         | 1–2                                          | WK-eindronde                                 | 0                                            |
| 54                                           | 12.09.1990                                   | Spanje – Brazilië                            | 3–0                                          | Vriendschappelijk                            | 0                                            |
| 55                                           | 10.10.1990                                   | Spanje – IJsland                             | 2–1                                          | EK-kwalificatie                              | Goal                                         |
| 56                                           | 14.11.1990                                   | Tsjecho-Slowakije – Spanje                   | 3–2                                          | EK-kwalificatie                              | 0                                            |
| 57                                           | 19.12.1990                                   | Spanje – Albanië                             | 9–0                                          | EK-kwalificatie                              | Goal · Goal · Goal · Goal                    |
| 58                                           | 16.01.1991                                   | Spanje – Portugal                            | 1–1                                          | Vriendschappelijk                            | 0                                            |
| 59                                           | 20.02.1991                                   | Frankrijk – Spanje                           | 3–1                                          | EK-kwalificatie                              | 0                                            |
| 60                                           | 27.03.1991                                   | Spanje – Hongarije                           | 2–4                                          | Vriendschappelijk                            | 0                                            |
| 61                                           | 17.04.1991                                   | Spanje – Roemenië                            | 0–2                                          | Vriendschappelijk                            | 0                                            |
| 62                                           | 04.09.1991                                   | Spanje – Uruguay                             | 2–1                                          | Vriendschappelijk                            | 0                                            |
| 63                                           | 25.09.1991                                   | IJsland – Spanje                             | 2–0                                          | EK-kwalificatie                              | 0                                            |
| 64                                           | 12.10.1991                                   | Spanje – Frankrijk                           | 1–2                                          | EK-kwalificatie                              | 0                                            |
| 65                                           | 13.11.1991                                   | Spanje – Tsjecho-Slowakije                   | 2–1                                          | EK-kwalificatie                              | 0                                            |
| 66                                           | 15.01.1992                                   | Portugal – Spanje                            | 0–0                                          | Vriendschappelijk                            | 0                                            |
| 67                                           | 19.02.1992                                   | Spanje – GOS                                 | 1–1                                          | Vriendschappelijk                            | 0                                            |
| 68                                           | 22.04.1992                                   | Spanje – Albanië                             | 3–0                                          | WK-kwalificatie                              | 0                                            |
| 69                                           | 18.11.1992                                   | Spanje – Ierland                             | 0–0                                          | WK-kwalificatie                              | 0                                            |

## Erelijst

### Club
Real Madrid
- UEFA Cup: 1984/85, 1985/86
- Primera División: 1985/86, 1987, 1987/88, 1988/89, 1989/90, 1994/95
- Copa del Rey: 1988/89, 1992/93
- Copa de la Liga: 1985
- Supercopa de España: 1988, 1989, 1990, 1993
- Copa Iberoamericana: 1994

### Individueel
- Trofeo Pichichi: 1991
- Europees Voetballer van het Jaar -21: 1985, 1986
- Europees Voetballer van het Jaar: 1986, 1987
- Wereldkampioenschap voetbal 1986: Zilveren Bal